# Чонос (архипелаг)
Чонос (исп. Archipiélago de los Chonos) — гористый архипелаг в составе Чилийского архипелага, провинция Айсен, область Айсен-дель-Хенераль-Карлос-Ибаньес-дель-Кампо, Чили.

## География, описание

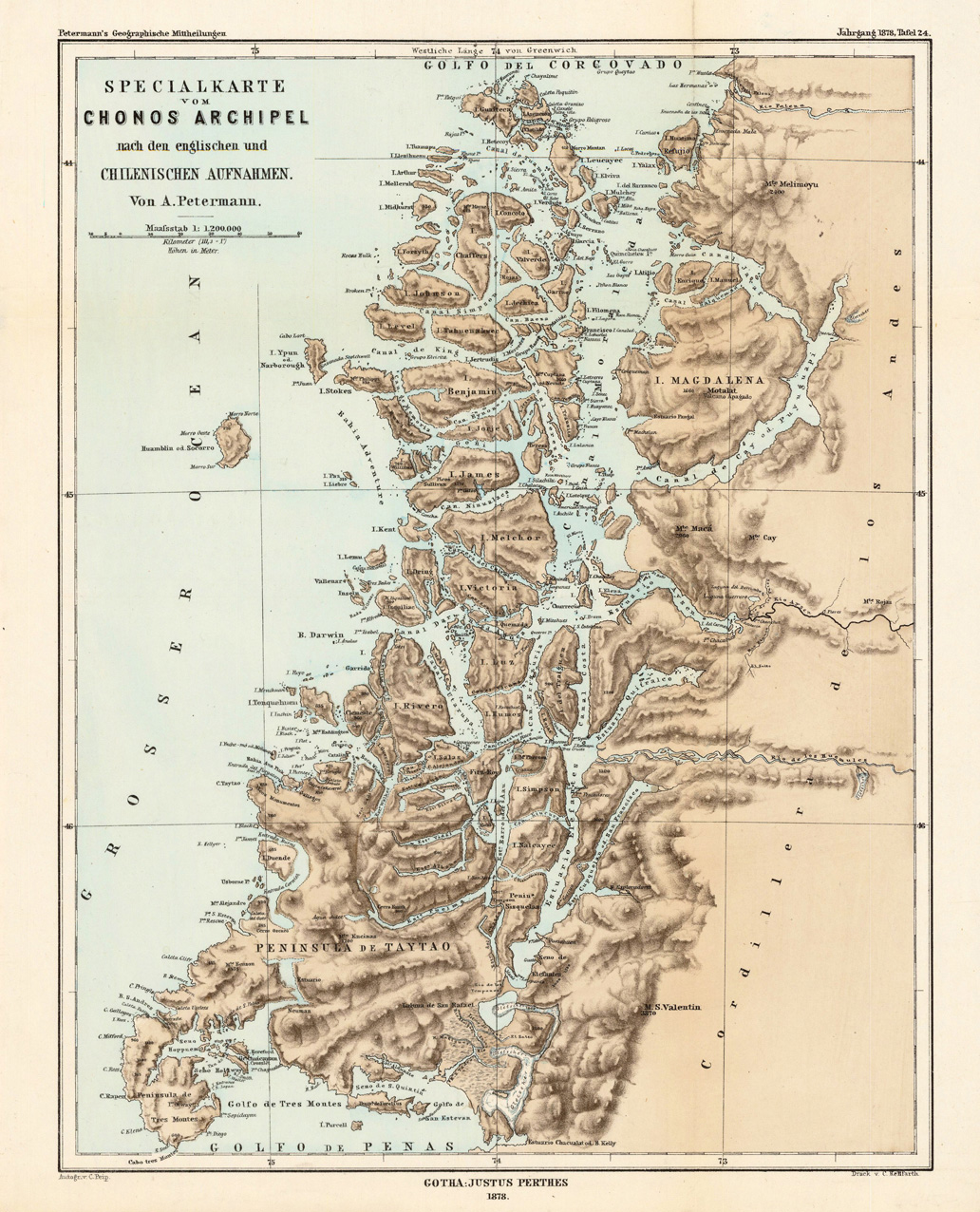
Архипелаг на карте 1878 года

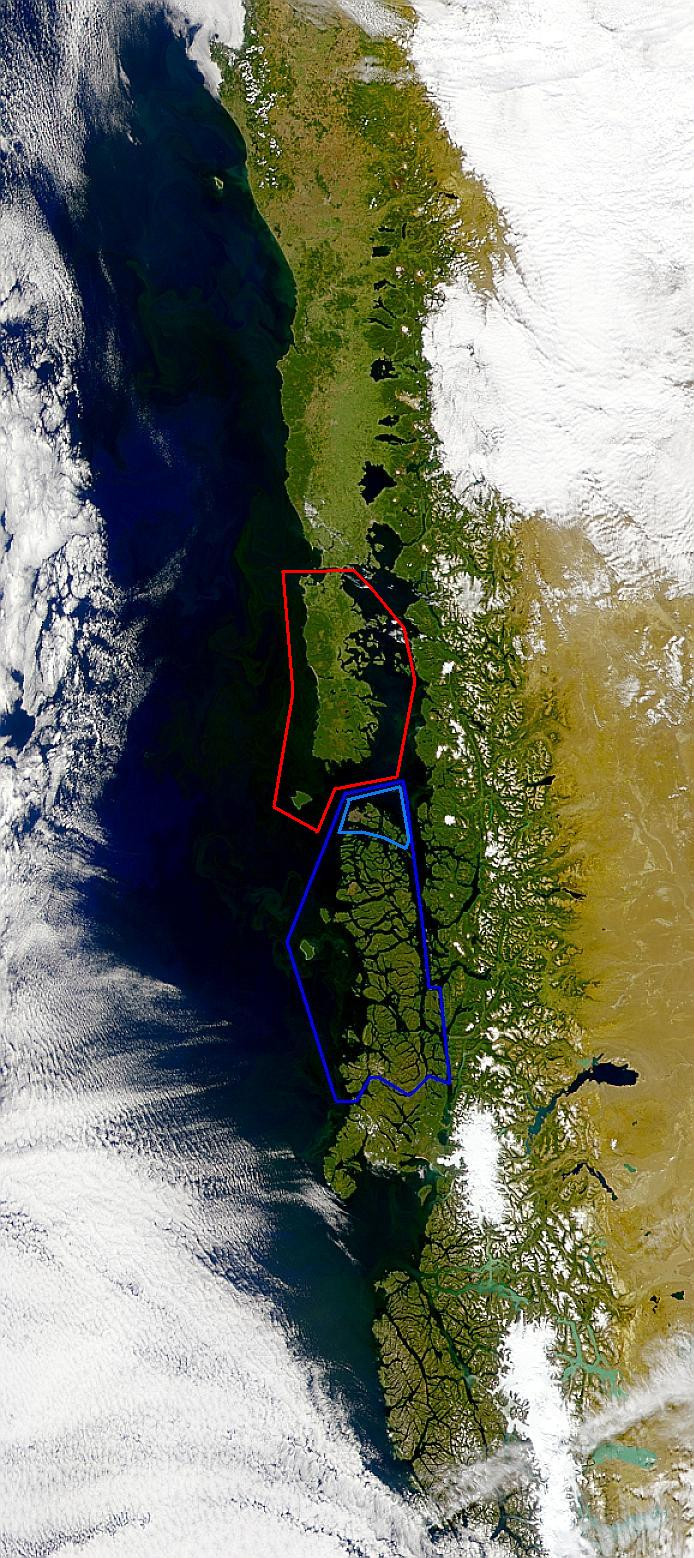
Спутниковое фото 2005 года. Тёмно-синим цветом выделен архипелаг Чонос, светло-голубым — «под-архипелаг» Гуайтекас (архипелаг), красным — архипелаг Чилоэ (Chiloé Archipelago).

Назван в честь ныне исчезнувшей коренной народности чоно, издавна проживавшей на этих островах.
Площадь архипелага с внутренними проливами — около 13 000 км². Северная часть выделена в самостоятельный «под-архипелаг» — Гуайтекас. Крупнейшее поселение на островах — городок Мелинка (остров Асенсьон) с населением 1411 жителей по переписи 2002 года.
Примерно в 50 километрах к северу от Чоноса, через залив Корковадо, расположен другой крупный архипелаг — Чилоэ.
Архипелаг Чонос посещал бриг «Бигль», на котором совершал кругосветное путешествие Чарлз Дарвин. Корабль находился в акватории архипелага 13—18 декабря 1834 года и 7—14 января 1835 года.

### Крупнейшие острова
В архипелаге насчитывается 1048 островов, большинство из которых необитаемы, или населены единичными жителями. Наивысшая точка архипелага — 1680 метров над уровнем моря (гора Куптана на одноимённом острове).
- Мельчор — крупнейший остров архипелага с площадью 864 км² (15-й по площади в стране)[3]. Высшая точка — 1127 метров над уровнем моря. На восточном берегу острова выстроен довольно крупный порт.
- Бенхамин — площадь 618 км² (21-й по площади в стране)[3]. Высшая точка — 923 метра.
- Трайген — площадь 520 км² (27-й по площади в стране)[3]. Высшая точка — 701 метр.
- Риверо — площадь 452 км². Высшая точка — 884 метра. Три небольших порта.
- Джеймс — площадь 388 км². Высшая точка — 1290 метров. Небольшой порт на южном берегу.
- Виктория — площадь 354 км². Высшая точка — 759 метров. На острове есть сильно вытянутое озеро примерных размеров одиннадцать километров на один в самой широкой части.
- Куптана — площадь 320 км². Высшая точка острова и всего архипелага в целом — 1680 метров (вершина покрыта снегом круглогодично). Порт на восточном берегу.
- Клементе — площадь около 130 км², высшая точка — 982 метра.
- Стокс — площадь около 110 км², высшая точка — 829 метров.
- Гуамблин — площадь 106 км², высшая точка — 218 метров. Единственный остров архипелага, полностью покрытый лесом. Целиком является национальным парком. Самый западный остров архипелага — от ближайшего «собрата», острова Ипьюн, его отделяет около 28 километров, в то время как все остальные острова архипелага расположены гораздо кучнее.
- Ипун — площадь около 90 км², высшая точка — 171 метр. Самый западный, после Гуамблина, остров архипелага. Небольшой порт на восточном берегу. Отличается от других островов архипелага отсутствием выраженных холмов и плодородной почвой.
- Трансито — площадь около 80 км², высшая точка — 883 метра.
- Чафферс — высшая точка 670 метров.
- Лус — высшая точка 731 метр. Автоматический маяк на северном берегу.

### Крупнейшие проливы
- Мораледа[исп.] — отделяет архипелаг от острова Магдалена и от континента, длина — 133 километра.
- Нинуалак — длина около 61 километра.
- Перес-Сур — длина около 56 километров. Хорош для навигации с северо-запада архипелага на его юго-восток и обратно.
- Дарвин[англ.] — длина около 55 километров, ширина достигает 4,8 километров. Самый безопасный проход для кораблей от пролива Мораледа до Тихого океана и обратно (направление запад—восток).
- Кинг — длина около 53 километров.
- Туамапу — длина около 48 километров, ширина достигает 8 километров.
- Перес-Норте — длина около 48 километров, прямой, глубокий и широкий пролив, безопасный проход для кораблей сквозь архипелаг по направлению север—юг.
- Пуллуше — длина около 24 километров, ширина достигает 1,6 километров. Самый безопасный проход для кораблей сквозь архипелаг по направлению север—юг.